# Duckow
Duckow település Németországban, Mecklenburg-Elő-Pomeránia tartományban. Lakosainak száma 227 fő (2017. december 31.).

## Népesség
A település népességének változása:

| 2014 | 289 |
| 2017 | 227 |